# Dicranomyia (Idioglochina) pacifica
Dicranomyia (Idioglochina) pacifica is een tweevleugelige uit de familie steltmuggen (Limoniidae). De soort komt voor in het Oriëntaals gebied.